# Majdan (Cisna)
Majdan – zniesiona część wsi Cisna w Polsce, położona w województwie podkarpackim, w powiecie leskim, w gminie Cisna.
Miejscowość nie ma zabudowy.
W latach 1975–1998 przysiółek administracyjnie należał do województwa krośnieńskiego.
Nazwę zniesiono z 2023 r.
Majdan leży nad rzeką Solinka, przy DW897. Sąsiaduje z nim wieś Majdan (dawniej część Lisznej), położona wokół potoku Roztoczka i na zachód od niego. Obszar za rzeką Solinką, na którym znajdują się zabudowania kolejowe stacji Majdan Bieszczadzkiej Kolejki Leśnej, należy natomiast obecnie do wsi Żubracze.
Majdan był to przysiółek zlokalizowany na gruntach Cisnej i Lisznej, powstały prawdopodobnie na początku XIX wieku w związku z budową huty w Cisnej, działającej do 1864 roku. Na terenie Majdanu Ciśniańskiego leżała część zabudowań huty; obecnie po hucie nie pozostały żadne zabudowania. Majdan ponownie nabrał znaczenia po zbudowaniu w latach 1890–1898 kolei wąskotorowej z Nowego Łupkowa do Cisnej; stacja Cisna znalazła się właśnie w Majdanie Ciśniańskim. Przy placu przeładunkowym drewna zbudowano stację kolei i dwa tartaki parowe (po jednym na gruntach Lisznej i Cisnej) oraz osadę pracowników tartacznych i kolejowych. Tartak na gruntach Majdanu Ciśniańskiego był usytuowany ok. 250 m na wschód od ujścia Roztoczki, został spalony w 1939 roku i ponownie po II wojnie światowej przez UPA.